# Heteroligus miser
Heteroligus miser är en skalbaggsart som beskrevs av Gilbert John Arrow 1941. Heteroligus miser ingår i släktet Heteroligus och familjen Dynastidae. Inga underarter finns listade i Catalogue of Life.